# Galium xeroticum
Galium xeroticum är en måreväxtart som först beskrevs av Michail Klokov, och fick sitt nu gällande namn av Evgeniia Georgievna Pobedimova. Galium xeroticum ingår i släktet måror, och familjen måreväxter.
Artens utbredningsområde är Krym. Inga underarter finns listade i Catalogue of Life.